# Болеслав I Мазовецкий
Болеслав I Мазовецкий (пол. Bolesław I Mazowiecki, около 1208 — около 25 февраля 1248) — один из польских князей периода феодальной раздробленности.  Князь добжинский (1227–1229, 1247–1248), сандомирский (1229–1232), серадзский (1233–1234) и мазовецкий (1247–1248).

## Биография
Болеслав был старшим сыном князя мазовецкого Конрада I и княжны Агафьи Святославовны. Представитель мазовецкой линии династии Пястов.
С юных лет Болеслав I был участником амбициозных политических проектов своего отца. В 1227 году, после убийства князя-принцепса Польши Лешека I Белого, он сопровождал отца в Малую Польшу для участия в переговорах о престолонаследии с вдовой Лешека Гремиславой. После провала переговоров Болеслав получил от отца крепость Добжинь-над-Вислой с прилегающими территориями. Когда в 1229 году Конрад I изгнал Гремиславу и ее сына из Сандомирского княжества, он передал это княжество Болеславу (фактически Болеслав I владел только городом Радом с окрестностями).
В 1231 году Болеслав I вместе со своим отцом и братьями содействовал привлечению тевтонских рыцарей в Хелминскую землю для борьбы с язычниками-пруссами. В том же году он поддержал Конрада I в войне за краковский трон после смерти Владислава III Тонконогого. Однако быстрое вмешательство вроцлавского князя Генриха I Бородатого и вторжение пруссаков в Мазовию вынудили Конрада I отказаться от своих планов. После занятия Кракова Генрих I Бородатый изгнал Болеслава из Сандомирского княжества и вернул его сыну Гремиславы Болеславу Стыдливому, получив от нее права регента.
Чтобы компенсировать потерю Сандомирского княжества, в 1233 году Конрад I передал Болеславу Серадзское княжество, сохранив при этом контроль над внешней политикой и армией. В 1234 году Конрад I произвел новый раздел своих владений. Так как он не оставлял надежды вновь заполучить верховный трон, он забрал себе Серадз, который стратегически был наиболее близок к Малой Польше. В обмен на это Конрад передал Болеславу большую часть Мазовецкого княжества, находящуюся к северу от рек Висла и Буг, включая столицу княжества город Плоцк. Второму сыну Казимиру он выделил Куявское княжество. Такое распределение земель, очевидно, было лишь временным, поскольку подразумевалось, что после смерти отца три оставшихся в живых сына Конрада (Болеслав, Казимир и Земовит) произведут новое перераспределение земель.
В последующие годы Болеслав I участвовал в походах против пруссов и Западной Руси. Он поддерживал Добринский орден и в 1238 году принял вместе с ним участие в войне против Даниила Галицкого, закончившейся поражением и потерей города Дорогичин.
В 1241 году, после смерти своего тестя Генриха II Набожного в битве c монголами при Легнице, Болеслав I поддержал захват Кракова его отцом. Однако правление Конрада I в Кракове продолжалось всего два года, когда под давлением краковского дворянства он был вынужден оставить город, а битве при Суходолах 25 мая 1243 года потерпел окончательное поражение и был вынужден отступить в Серадз.
По завещанию Конрада I Мазовецкого, умершего 31 августа 1247 года, Болеслав I получил большую часть владений отца, из которых только был выделен город Черск с территорией для младшего брата Земовита. Однако второй брат Казимир, не получивший ничего дополнительно к своей Куявии, высказал недовольство таких разделом отцовского наследства. Все шло к открытой войне между братьями, но еще до ее начала Болеслав I неожиданно умер в начале 1248 года (вероятно, около 25 февраля). 
Не имея потомства ни от одного из своих браков, Болеслав I завещал все свое имущество младшему брату Земовиту. Это не устроило Казимира и вскоре началась война между двумя оставшимися в живых братьями. 

## Семья
Болеслав Мазовецкий был дважды женат. Первым браком в 1232 году он женился на Гертруде Вроцлавской (умерла между 1244 и 1247 годами), дочери князя вроцлавского и князя-принцепса Польши Генриха II Набожного. Между 1245 годом и июлем 1247 года Болеслав I вторично женился на своей троюродной племяннице Анастасии, дочери князя Александра Всеволодовича Белзского.   От двух браков детей не имел.